# Bombardement du 27 juin 2023 de Kramatorsk
Le bombardement du 27 juin 2023 de Kramatorsk est survenu dans la soirée du 27 juin 2023, vers 19 h 30, lorsque la Russie a lancé deux frappes de missiles balistiques S-300 contre des bâtiments civils à Kramatorsk, en Ukraine, lors de l'invasion russe de l'Ukraine.

## Déroulement
La cible principale était une pizzeria qui abritait jusqu'à 80 clients et employés au moment de l'attaque. 11 personnes ont été tuées, dont une fille de 17 ans et des sœurs jumelles de 14 ans, tandis que 61 autres ont été blessées dans les explosions. Un autre missile a touché un village à la périphérie de Kramatorsk, blessant cinq autres personnes,,. Le restaurant était populaire parmi les soldats ukrainiens, les correspondants étrangers et les travailleurs humanitaires. Parmi les blessés figure le romancier et journaliste colombien Héctor Abad Faciolince et son ami Sergio Jaramillo Caro,. Kramatorsk se situe à 24 kilomètres du front de bataille au moment de l'attaque.
Même si la Russie affirme qu'elle n'attaquait pas de civils et ne visait que des "instructeurs de l'OTAN" et que "l'objectif était atteint", aucun mort militaire n'a été enregistré parmi les morts, plusieurs chaînes d'information rejetant cette explication comme de la désinformation russe.
Le 29 juin, le ministère de la défense russe affirme avoir frappé un « point de déploiement temporaire » de la 56e brigade motorisée des forces armées ukrainiennes, et que lors de cette frappe, deux généraux, jusqu'à 50 officiers des forces ukrainiennes et jusqu'à 20 mercenaires et instructeurs militaires étrangers ayant participé à une réunion (…) ont été éliminés ». Le porte-parole du Kremlin, Dmitri Peskov, affirme ensuite de nouveau que « la Russie ne frappe pas des infrastructures civiles ».
Parmi les victimes figure l'écrivaine Victoria Amelina, qui succombe à ses blessures le 1er juillet. 

## Réactions
L'attaque s'est produite peu de temps après la conclusion de la rébellion du groupe Wagner en Russie, qui menaçait l'autorité de Vladimir Poutine. Le haut représentant de l'Union européenne pour les affaires étrangères et la politique de sécurité Josep Borrell et le président ukrainien Volodymyr Zelensky ont condamné l'attaque comme "la terreur russe contre les civils ukrainiens". L'armée ukrainienne a ensuite arrêté un homme soupçonné d'avoir espionné les véhicules garés devant le restaurant et transmis la vidéo au renseignement militaire russe. Le président américain Joe Biden a condamné l'attaque et a déclaré que Poutine était devenu un "paria autour du monde". Denise Brown (en), coordinatrice humanitaire de l'ONU pour l'Ukraine, a publié une déclaration décrivant l'attaque comme "un autre exemple du niveau inexcusable de souffrance que l'invasion de la Russie inflige au peuple ukrainien. Le droit international humanitaire protège les civils et les infrastructures civiles, et tout doit être fait pour minimiser ou éviter les dommages aux civils, y compris en vérifiant les cibles".

## Galerie d'images

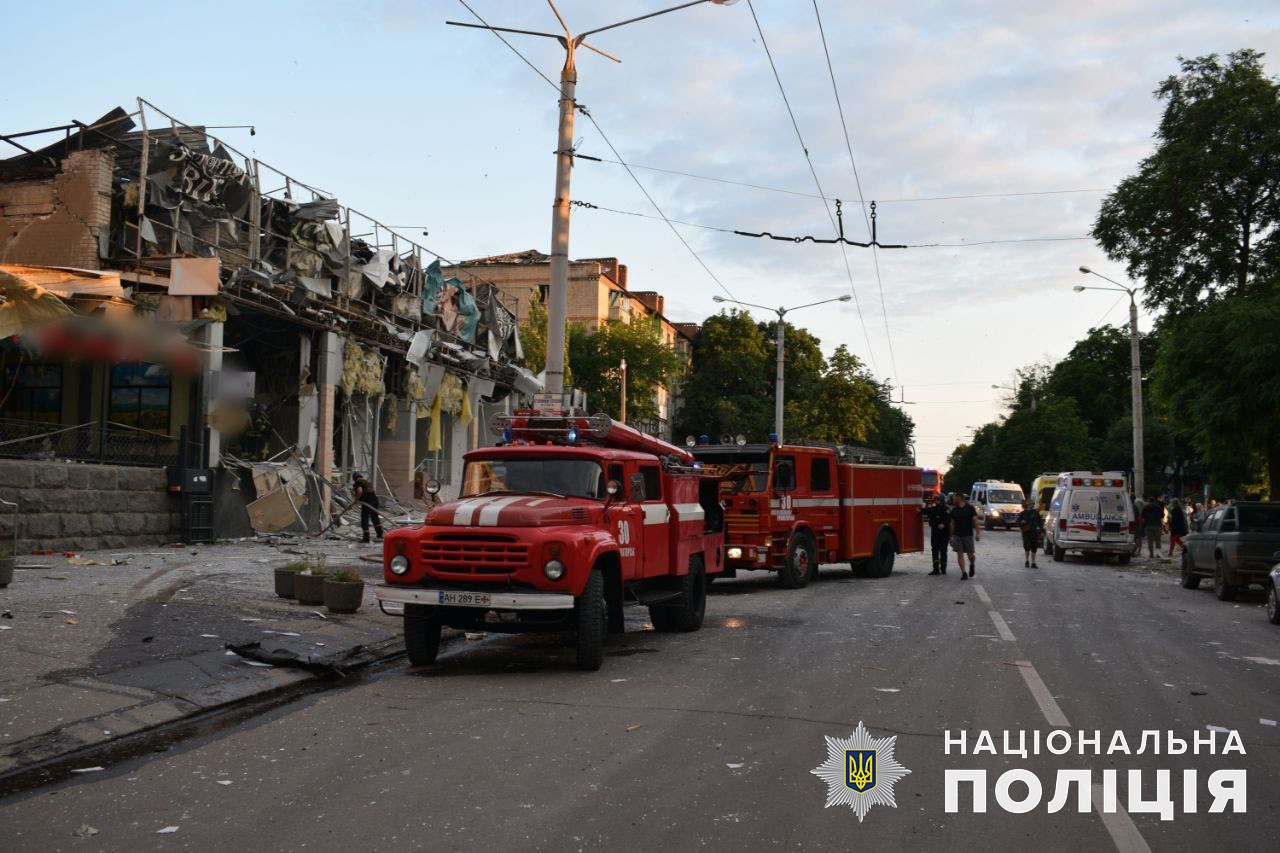
Arrivée des secours,
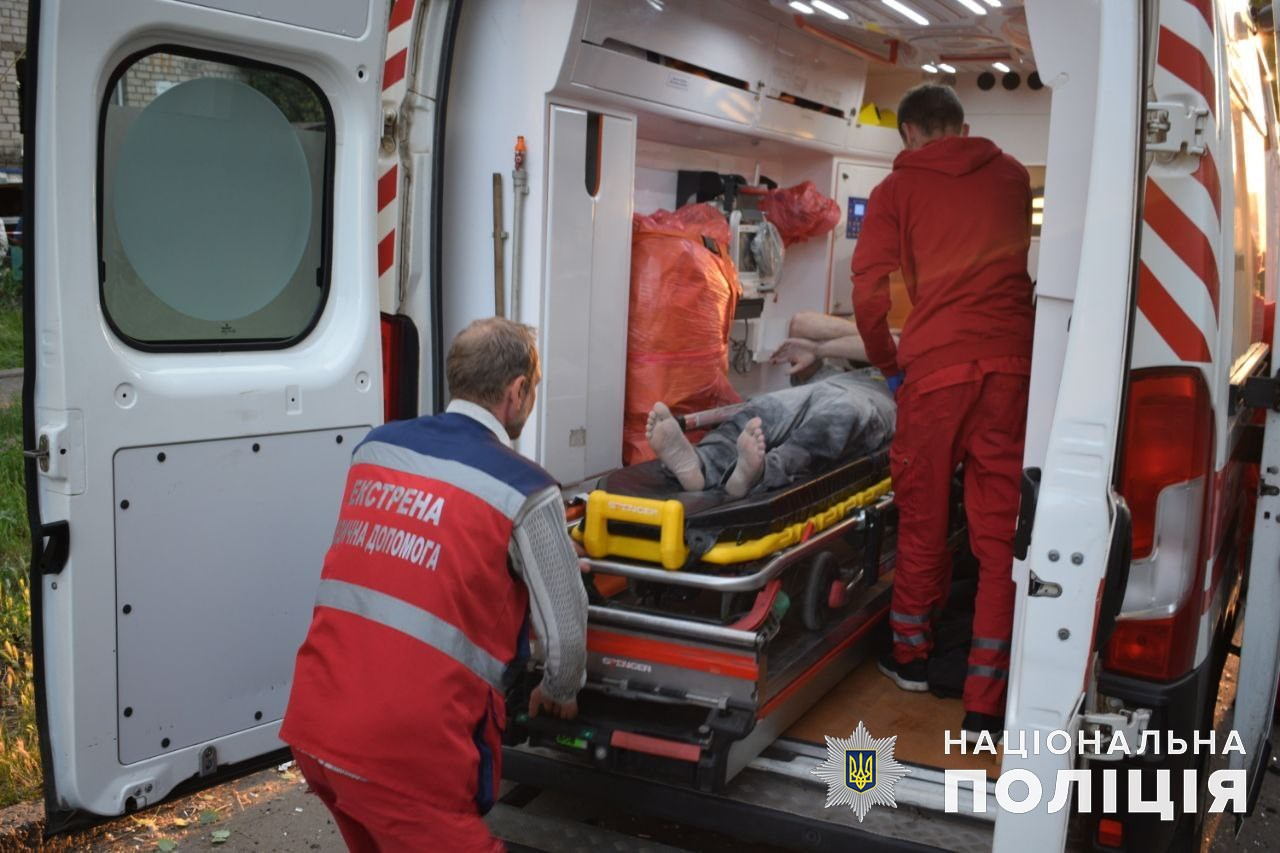
vue depuis la rue,
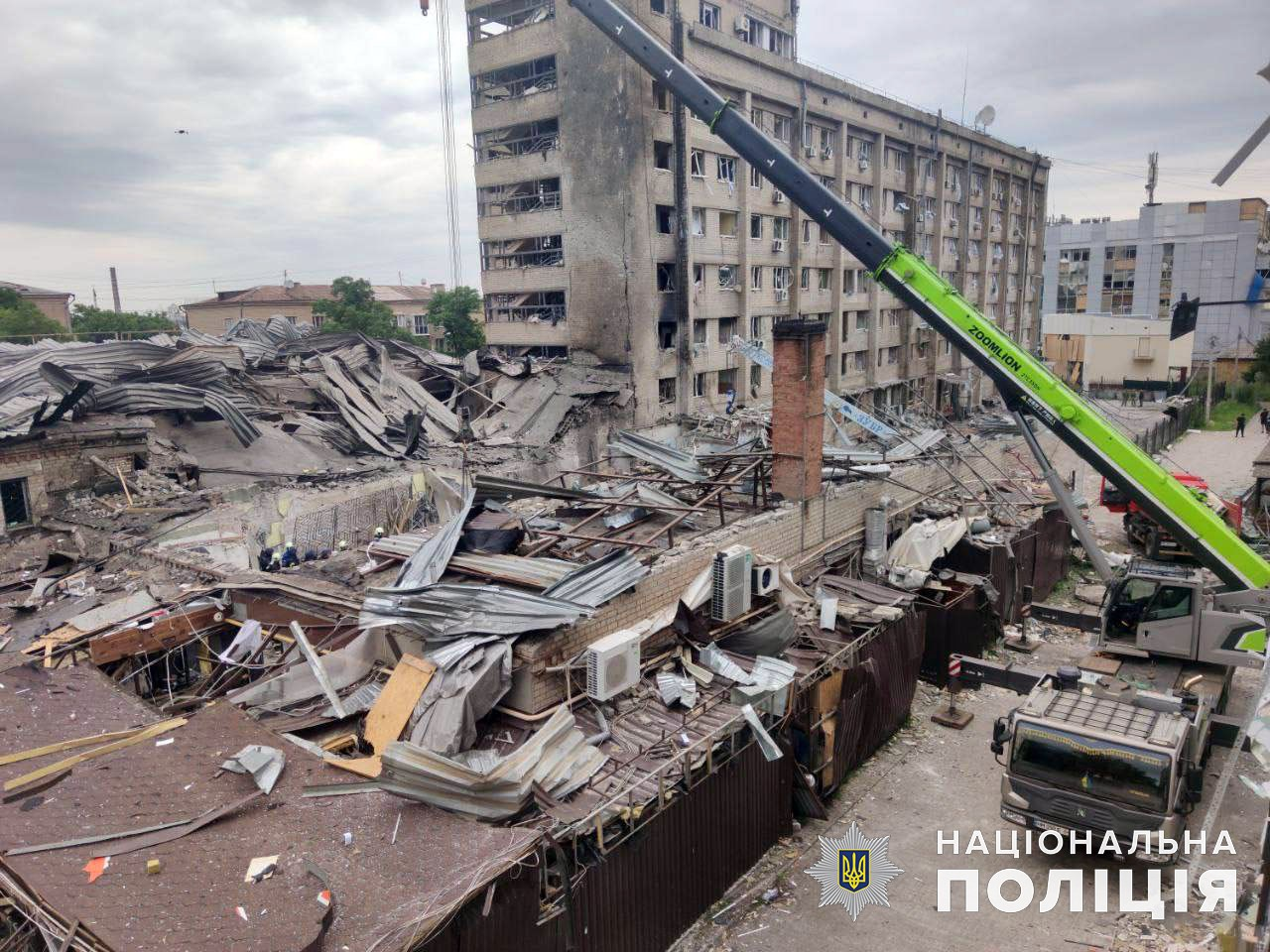
Dégagement du restaurant, images de la Police nationale (Ukraine).